# Jane Calamidade
Martha Jane Canary (1 de maio de 1852 – 1 de agosto de 1903), mais conhecida como Calamity Jane, foi uma mulher da fronteira americana, atiradora, trabalhadora sexual e contadora de histórias. Além de muitas façanhas, era conhecida por ser uma conhecida de Wild Bill Hickok. No final de sua vida, ela apareceu no show Buffalo Bill's Wild West e na Exposição Pan-Americana de 1901. Diz-se que ela demonstrava compaixão pelos outros, especialmente pelos doentes e necessitados. Esta faceta de seu caráter contrastava com seus modos destemidos e ajudou a torná-la uma notável figura da fronteira. Ela também era conhecida por seu hábito de usar vestimentas masculinas.

## Primeiros anos

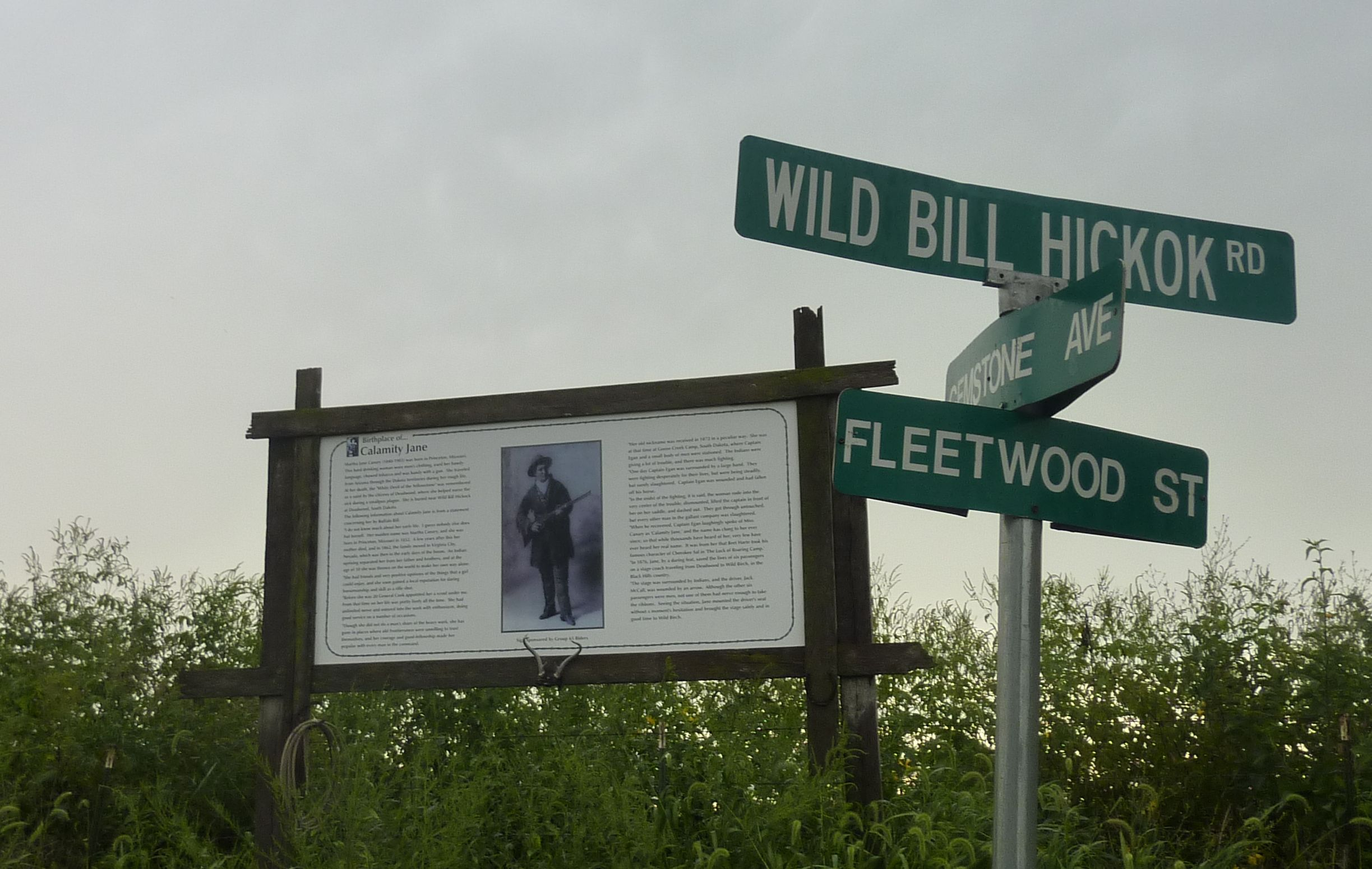
Marcador a leste de Princeton indicando o local mais amplamente aceito de seu nascimento. O local foi posteriormente ocupado por uma fazenda de suínos da Premium Standard Farms.

Grande parte das informações sobre os primeiros anos da vida de Calamity Jane vem de um livreto autobiográfico que ela ditou em 1896, escrito para fins publicitários. Foi destinado a atrair público para uma turnê que ela estava prestes a iniciar, na qual apareceria em museus de dez centavos por todos os Estados Unidos. Algumas das informações no panfleto são exageradas ou até completamente imprecisas.
Calamity Jane nasceu em 1 de maio de 1852, como Martha Jane Canary (ou Cannary) em Princeton, no Condado de Mercer, Missouri. Seus pais foram listados no censo de 1860 como vivendo a cerca de 7 milhas (11 km) a nordeste de Princeton em Ravanna. Seu pai, Robert Wilson Canary, tinha um problema com jogos de azar, e pouco se sabe sobre sua mãe, Charlotte M. Canary. Jane era a mais velha de seis filhos, com dois irmãos e três irmãs.
Em 1865, a família mudou-se de carroça do Missouri para Virginia City, Montana. Em 1866, Charlotte morreu de pneumonia durante o caminho, em Blackfoot, Montana. Após chegar a Virginia City na primavera de 1866, Robert levou seus seis filhos para Salt Lake City, Utah. Eles chegaram no verão, e Robert supostamente começou a cultivar 40 acre(s)s (16 ha) de terra. A família esteve em Salt Lake City por apenas um ano quando ele morreu em 1867. Aos 14 anos, Martha Jane assumiu o cuidado de seus cinco irmãos mais novos, carregou a carroça e levou a família para Fort Bridger, Território de Wyoming, onde chegaram em maio de 1868. De lá, viajaram na Union Pacific Railroad para Piedmont, Wyoming.
Em Piedmont, Jane aceitou qualquer trabalho que pudesse encontrar para sustentar sua grande família. Trabalhou como lavadora de pratos, cozinheira, garçonete, dançarina de salão, enfermeira e condutora de carroça de bois. Finalmente, em 1874, afirmou ter encontrado trabalho como batedora no Fort Russell. Durante este período, também teria iniciado seu trabalho ocasional como prostituta no Fort Laramie Three-Mile Hog Ranch. Ela passou para uma vida mais áspera, majoritariamente ao ar livre e aventureira nas Grandes Planícies.

## Adquirindo o apelido

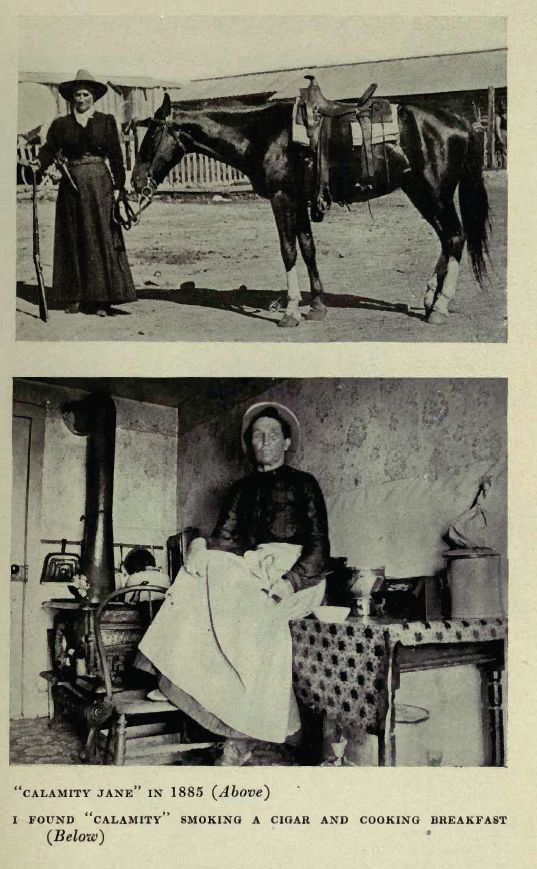
Fotos de Calamity Jane de 1885

Jane esteve envolvida em várias campanhas nos longos conflitos militares com os nativos americanos. Seu relato era que:

Foi durante esta campanha [em 1872–73] que fui batizada como Calamity Jane. Foi em Goose Creek, Wyoming, onde a cidade de Sheridan está localizada agora. O Capitão Egan estava no comando do Posto. Fomos ordenados a reprimir uma revolta dos índios, e estivemos fora por vários dias, tivemos várias escaramuças durante as quais seis soldados foram mortos e vários gravemente feridos. Quando retornávamos ao Posto, caímos em uma emboscada a cerca de uma milha e meia do nosso destino. Quando nos dispararam, o Capitão Egan foi baleado. Eu estava cavalgando à frente e, ao ouvir os tiros, virei-me na sela e vi o Capitão balançando como se estivesse prestes a cair. Virei meu cavalo e galopei de volta com toda a pressa para o seu lado e cheguei a tempo de pegá-lo quando estava caindo. Coloquei-o em meu cavalo na minha frente e consegui levá-lo em segurança até o Forte. O Capitão Egan, ao se recuperar, disse rindo: "Eu te nomeio Calamity Jane, a heroína das planícies". Tenho usado esse nome até o presente momento.
"Capitão Jack" Crawford serviu sob os generais Wesley Merritt e George Crook. De acordo com o Anaconda Standard de Montana de 19 de abril de 1904, ele afirmou que Calamity Jane "nunca prestou serviços em qualquer capacidade sob os generais Crook ou Miles. Ela nunca viu um linchamento e nunca esteve em uma luta contra índios. Ela era simplesmente uma personagem notória, dissoluta e diabólica, mas possuía um lado generoso que a tornava popular".
Uma crença popular é que ela adquiriu o apelido como resultado de seus avisos aos homens de que ofendê-la era "cortejar a calamidade". É possível que "Jane" não fizesse parte de seu nome até que o apelido fosse criado para ela. É certo, no entanto, que ela era conhecida por esse apelido em 1876, porque a chegada da caravana de Hickok foi relatada no jornal de Deadwood, o Black Hills Pioneer, em 15 de julho de 1876, com a manchete: "Calamity Jane chegou!".
Outro relato em seu panfleto autobiográfico é que seu destacamento foi enviado ao Rio Big Horn sob o comando do General Crook em 1875. Ela nadou pelo Rio Platte e viajou 90 milhas (140 km) em alta velocidade enquanto estava molhada e com frio para entregar despachos importantes. Ela adoeceu depois e passou algumas semanas se recuperando. Depois, cavalgou até Fort Laramie em Wyoming e se juntou a uma caravana que seguia para o norte em julho de 1876. A segunda parte de sua história é verificada. Ela estava em Fort Laramie em julho de 1876 e realmente se juntou a uma caravana que incluía Wild Bill Hickok. Foi ali que ela conheceu Hickok pela primeira vez, contrariando suas alegações posteriores, e foi assim que ela acabou indo para Deadwood.

## Deadwood e Wild Bill Hickok
Calamity Jane acompanhou o Grupo Newton–Jenney até Rapid City em 1875, junto com California Joe e Valentine McGillycuddy. Em 1876, Calamity Jane se estabeleceu na área de Deadwood, Dakota do Sul, nas Black Hills. Lá ela se tornou amiga de Dora DuFran, a principal cafetina das Black Hills, e ocasionalmente foi empregada por ela.

### Alegação de McCormick
Em 6 de setembro de 1941, o Departamento de Bem-Estar Público dos EUA concedeu assistência à velhice a Jean Hickok Burkhardt McCormick, que alegava ser filha legítima de Martha Jane Canary e James Butler Hickok. Ela apresentou evidências de que Calamity Jane e Wild Bill haviam se casado em Benson's Landing, Território de Montana (agora Livingston, Montana) em 25 de setembro de 1873. A documentação estava escrita em uma Bíblia e supostamente assinada por dois ministros e numerosas testemunhas. No entanto, a alegação de McCormick foi vigorosamente contestada devido a uma variedade de discrepâncias.
McCormick mais tarde publicou um livro com cartas supostamente de Calamity Jane para sua filha. Nelas, Calamity Jane diz que foi casada com Hickok e que Hickok era o pai de McCormick, que nasceu em 25 de setembro de 1873, e foi entregue para adoção ao Capitão Jim O'Neil e sua esposa. Durante este período, Calamity Jane estava supostamente trabalhando como batedora para o exército, e na época da morte de Hickok, ele havia se casado recentemente com Agnes Lake Thatcher.
Calamity Jane parece realmente ter tido duas ou quatro filhas, embora a identidade do pai seja desconhecida. No final da década de 1880, Jane retornou a Deadwood com uma criança que ela dizia ser sua filha. A pedido de Jane, um benefício foi realizado em um dos teatros para arrecadar dinheiro para a educação de sua filha na Academia St. Martin em Sturgis, Dakota do Sul, um internato católico próximo. O benefício arrecadou uma grande soma; Jane ficou bêbada e gastou uma parte considerável do dinheiro naquela mesma noite e partiu com a criança no dia seguinte.
Estelline Bennett estava vivendo em Deadwood naquela época e tinha conversado brevemente com Jane alguns dias antes do benefício. Ela pensou que Jane realmente queria que sua filha tivesse uma educação e que a bebedeira era apenas um exemplo de sua incapacidade de controlar seus impulsos e de realizar planos de longo prazo (o que Bennett via como típico da classe de Jane). Bennett soube mais tarde que a filha de Jane "recebeu uma educação, cresceu e se casou bem".

### Após a morte de Wild Bill Hickok
Jane também alegou que, após a morte de Hickok, ela perseguiu seu assassino Jack McCall com um cutelo de carne porque havia deixado suas armas em sua residência. Após a execução de McCall pelo crime, Jane continuou vivendo na área de Deadwood por algum tempo e, em um determinado momento, ajudou a salvar numerosos passageiros em uma diligência ao desviar vários índios das planícies que estavam perseguindo o veículo. O condutor da diligência, John Slaughter, foi morto durante a perseguição, e Jane assumiu as rédeas e conduziu a diligência até seu destino em Deadwood.
No final de 1876 ou em 1878, Jane cuidou das vítimas de uma epidemia de varíola na área de Deadwood.

## Anos finais

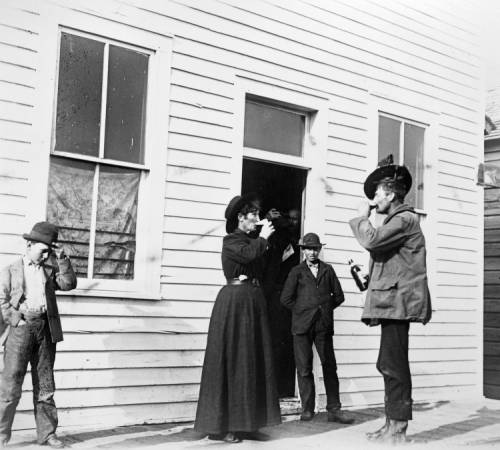
Calamity Jane compartilha uma bebida com Teddy Blue Abbott, c. 1887.

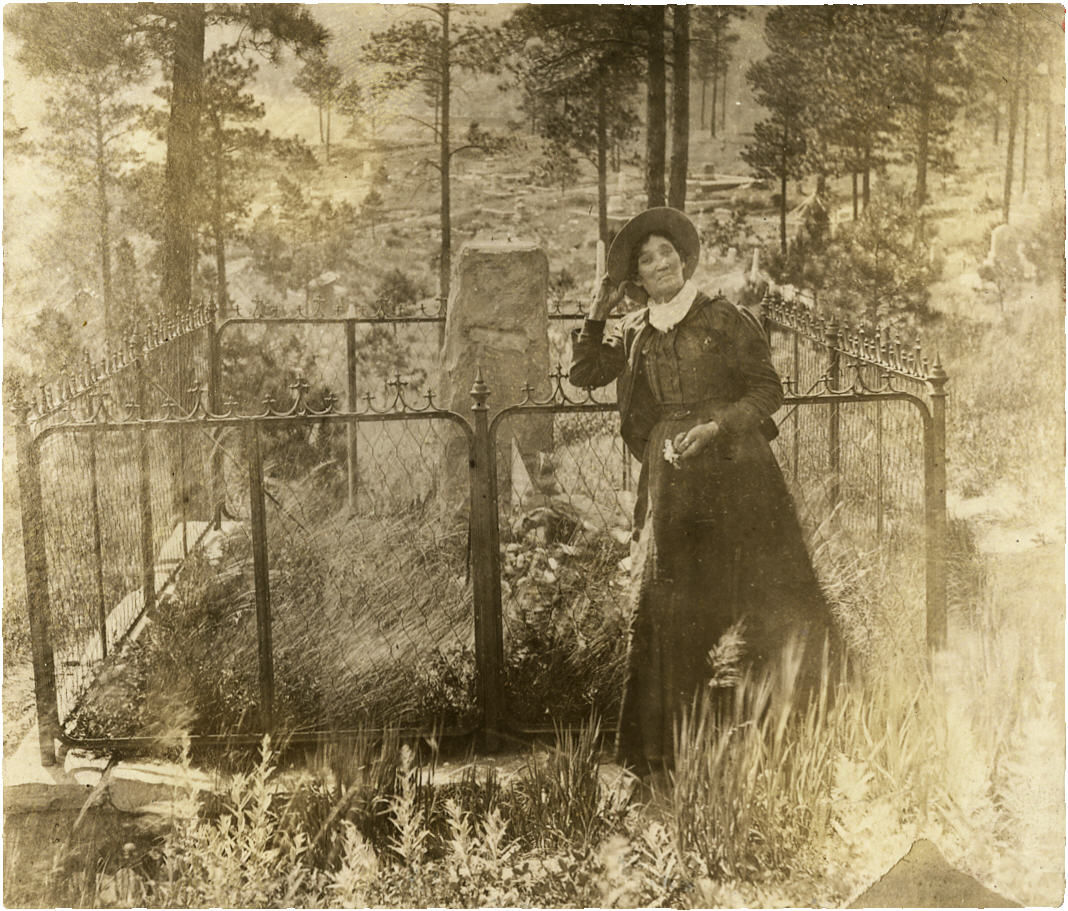
Calamity Jane no túmulo de Wild Bill Hickok, Deadwood, Território de Dakota, década de 1890

Em 1881, Jane comprou um rancho a oeste de Miles City, Montana, ao longo do Rio Yellowstone, onde mantinha uma pousada. De acordo com uma versão de sua vida, ela mais tarde se casou com Clinton Burke do Texas e se mudou para Boulder, onde novamente tentou trabalhar no ramo de pousadas.
Em 1893, Calamity Jane começou a aparecer no show Buffalo Bill's Wild West como contadora de histórias. Ela também participou da Exposição Pan-Americana de 1901.
Seu vício em álcool era evidente mesmo em seus anos mais jovens. Por exemplo, em 10 de junho de 1876, ela alugou um cavalo e uma charrete em Cheyenne para um passeio de uma milha até Fort Russell e volta, mas estava tão bêbada que passou direto por seu destino sem notá-lo e acabou a cerca de 90 milhas (140 km) de distância em Fort Laramie.

## Morte
Jane retornou às Black Hills na primavera (abril/maio) de 1903, onde a proprietária de bordel Madame Dora DuFran ainda administrava seu negócio. Nos meses seguintes, Jane ganhou seu sustento cozinhando e lavando roupa para as garotas de Dora em Belle Fourche. No final de julho, Jane viajou de trem de minério para Terry, Dakota do Sul, uma pequena vila de mineração perto de Deadwood. Foi relatado que ela havia bebido muito enquanto estava a bordo do trem e adoeceu. O condutor, S. G. Tillett, a carregou para fora do trem, um barman conseguiu um quarto para ela no Hotel Calloway, e um médico foi chamado. A condição de Jane deteriorou-se rapidamente, e ela morreu no hotel no sábado, 1 de agosto de 1903, de inflamação intestinal e pneumonia.
Um pacote de cartas não enviadas para sua filha foi supostamente encontrado entre os poucos pertences de Jane. A compositora Libby Larsen musicou algumas dessas cartas em um ciclo de canção artística chamado Songs from Letters (1989). As cartas foram tornadas públicas por Jean McCormick como parte de sua alegação de ser filha de Jane e Hickok, mas sua autenticidade não é aceita por alguns, em grande parte porque há ampla evidência de que Jane era funcionalmente analfabeta.
Calamity Jane foi enterrada no Cemitério Mount Moriah, Dakota do Sul, ao lado de Bill Hickok. Quatro dos homens que planejaram seu funeral declararam mais tarde que Hickok "absolutamente não tinha utilidade" para Jane enquanto estava vivo, então eles decidiram fazer uma piada póstuma com ele enterrando-a ao seu lado. Outro relato afirma: "em cumprimento aos pedidos de Jane em seu leito de morte, a Sociedade dos Pioneiros das Black Hills assumiu o controle de seu funeral e sepultamento no Cemitério Mount Moriah ao lado de Wild Bill. Não apenas velhos amigos, mas os morbidamente curiosos e muitos que não teriam reconhecido Calamity Jane quando estava viva, lotaram a Primeira Igreja Metodista para os serviços funerários em 4 de agosto e seguiram o carro fúnebre pela estrada íngreme e sinuosa até o cemitério de Deadwood".

## Na mídia
- 1936 – The Plainsman (Os Conquistadores)
- 1953 – Calamity Jane (musical, título brasileiro Ardida como Pimenta)
- 1965 – Janie Get Your Gun (curta de animação do Pica-Pau)
- 1966 – The Plainsman (refilmagem para TV/cinema)
- 1995 – Tall Tale: The Unbelievable Adventures of Pecos Bill
- 2004-2006 – Deadwood (série HBO)

- 2005-2006 – Bang Bang (telenovela da TV Globo)